# Karunaratne Abeysekera
Karunaratne Abeysekera, född 3 juni 1930 i Matara, Sri Lanka, död 20 april 1983  i Colombo, var en av Sri Lankas mest kända radiomän inom sinhalaspråket.

## Biografi
Abeysekera föddes i Ratmale nära Matara i södra Sri Lanka. Han utbildades på Nalanda College i Colombo med Siri Perera som sin singalesiske lärare. 
Han upptäcktes av värden för barnradioprogrammet Lama Piṭiya ("Barnens land") Siri Aiya (Även känd som UAS Perera - Siri Perera QC) som sändes över Radio Ceylon, den äldsta radiostation i södra Asien. Lama Piṭiya var ett skyltfönster för unga talanger, och Abeysekera ställde upp med sina dikter i programmet på 1940-talet. Han blev genast mycket populär hos allmänheten och förblev en popikon till sin död.
Abeysekera var en pionjär inom radioprogram förda på sinhala. Han var speciell genom att han lanserade ett tonårsprogram och gjorde karriär vid Radio Ceylon, där han började 1950 vid 20 års ålder. År 1958 skickades han till London för träning av specialsändningar vid BBC. Studio 5 i Sri Lanka Broadcasting Corporation har fått sitt namn efter honom.

## Karriär
Abeysekera gjorde karriär som uppläsare, konferencier, textförfattare, dialogförfattare och poet - han skrev också barnberättelser. Han arbetade mycket nära med en annan berömd programmakare, Vernon Corea. De var ett av de mest produktiva radioteamen i Sri Lanka. Hans låtar har sjungits av en rad musiker, bland dem Pundit Amaradeva, Nanda Malini, HR Jothipala, JA Milton Perera och Mignonne Fernando och The Jetlines. Abeysekera stod också bakom singalesisk översättning av klassiska hits som "Master Sir" skriven och komponerad av Nimal Mendis.
Abeysekera skapade historia i radiovärlden genom att vara den förste cricketkommentatorn som använde det singalesiska språket sinhala. Han kommenterade matcher som Ceylon spelade mot gästande engelska, indiska och  australiska lag från 1950-talet till 1970-talet. Han kommenterade också lokala cricketmatcher. Han var tvungen att utforma cricketterminologi för att kunna beskriva spelet - detta var ett outforskat område i det singalesiska språket och hans termer för att beskriva olika aspekter av cricket används än i dag. 
Abeysekera vann det prestigefyllda Sarasaviya Awards för sina texter på två tillfällen. Regeringen i Sri Lanka har namngett en gata efter honom i huvudstaden Colombo.